# Castlevania: The Adventure
Castlevania: The Adventure, в Японии также известная как Dracula Densetsu (яп. ドラキュラ伝説 Dorakyura Densetsu, букв. Легенда о Дракуле) — компьютерная игра в жанре платформер, выпущенная для Game Boy в 1989 году. Это первая игра в серии Castlevania для этой игровой приставки. Castlevania: The Adventure была перевыпущена в Японии и Европе в цвете в составе сборника Konami GB Collection. Ремейк под названием Castlevania: The Adventure ReBirth был выпущен как игра WiiWare для Wii.

## Сюжет
Действие игры происходит за век до событий первой игры серии Castlevania. Игрок управляет Кристофером Бельмонтом, предком Саймона Бельмонта, перед которым стоит задача победить Дракулу.

## Игровой процесс
Игра состоит из четырёх уровней, и в отличие от других игр серии, отсутствуют подвиды оружия, а сердца используются для восстановления здоровья. У игрока есть три жизни, когда они заканчиваются, уровень начинается с начала. Оружия можно улучшать, например, кнут можно сделать цепным или огненным, однако при нанесении урона персонажу врагом эти улучшения пропадут. В отличие от других игр серии, отсутствуют лестницы. В конце каждого уровня персонажа ждёт «изначальное зло», которое он должен победить. Игрок может использовать различные предметы, такие как кристаллы, сердца и золотые кресты. Присутствует счётчик очков: набрав 10000 очков, игрок получает дополнительную жизнь (и ещё по одной за каждые 20000 набранных очков после этого). Каждый уровень должен быть пройден за определённое время.

## Восприятие
Castlevania: The Adventure получила смешанные оценки критиков. Игра считалась сложной, с длинными уровнями и только тремя жизнями у персонажа. Графика была оценена как «отвечающая требованиям», музыка названа хорошо написанной с запоминающимися мелодиями. IGN отметила упрощённый подход к дизайну, отсутствие основных «боссов» серии и неоригинальность. Обозреватель Game Informer Тим Тьюри счёл игру пострадавшей от технических ограничений, но отметил качество звука.

### Комиксы
В 2005 году IDW Publishing была выпущена серия комиксов под названием Castlevania: The Belmont Legacy, в которой центральным персонажем был Кристофер Бельмонт.